# Olympische Sommerspiele 2000/Teilnehmer (Malta)
| Gelbes Symbol für Goldmedaillen mit stilisierten Olympischen Ringen | Graues Symbol für Silbermedaillen mit stilisierten Olympischen Ringen | Braundes Symbol für Bronzemedaillen mit stilisierten Olympischen Ringen |
| ------------------------------------------------------------------- | --------------------------------------------------------------------- | ----------------------------------------------------------------------- |
| —                                                                   | —                                                                     | —                                                                       |

Malta nahm 2000 an den Olympischen Sommerspielen zum 14. Mal teil. Sieben Athleten (vier Männer und drei Frauen) starteten in sieben Wettkämpfen in fünf Sportarten.
Ein Medaillengewinn gelang keinem der Athleten. Fahnenträgerin war Laurie Pace.

## Teilnehmer nach Sportart

### Judo
- Laurie Pace (auch Fahnenträgerin)

### Leichtathletik
- Männer 100 m
  - Mario Bonello (85.)
- Frauen 100 m
  - Suzanne Spiteri

### Schießen
- Frans Pace

### Schwimmen
- Männer 400 m Lagen (45.)
  - John Tabone
- Frauen 100 m Schmetterling
  - Angela Galea

### Segeln
- Mario Aquilina (37.)